# Albuca pendula
Albuca pendula är en sparrisväxtart som beskrevs av Brian Frederick Mathew. Albuca pendula ingår i släktet Albuca och familjen sparrisväxter. Inga underarter finns listade i Catalogue of Life.